# Łopuszno (hromada Łanowce)
Łopuszno (ukr.  Лопушне) – wieś na Ukrainie, w obwodzie tarnopolskim, w rejonie krzemienieckim.